# Elezioni generali nelle Filippine del 1965
Le elezioni generali nelle Filippine del 1965 si tennero il 9 novembre per l'elezione del Presidente e il rinnovo del Congresso (Camera dei rappresentanti e Senato).
Le elezioni presidenziali videro opposti il Presidente uscente, Diosdado Macapagal, e il senatore Ferdinand Marcos. Macapagal non ottenne la riconferma ed il suo vicepresidente, il senatore Gerry Roxas, fu sconfitto da Fernando Lopez. Per la massima carica si presentarono dodici persone, evento senza precedenti nella storia filippina, sebbene per nove di esse si trattasse di candidature di disturbo.
Marcos vinse con un margine di quasi un milione di voti. Sarebbe restato in carica ininterrottamente fino al 25 febbraio 1985, giorno del suo esilio forzato per le Hawaii per via della rivoluzione del Rosario.

## Risultati

### Elezioni presidenziali
| Ferdinand Marcos     | Partito Nazionalista delle Filippine | 3 861 324 | 51,94 |  |  |  |  |  |
| Diosdado Macapagal   | Partito Liberale delle Filippine     | 3 187 752 | 42,88 |  |  |  |  |  |
| Raul Manglapus       | Partito Progressista delle Filippine | 384 564   | 5,17  |  |  |  |  |  |
| Gaudencio Bueno      | New Leaf                             | 199       | 0,00  |  |  |  |  |  |
| Aniceto A. Hidalgo   | NLP                                  | 156       | 0,00  |  |  |  |  |  |
| Segundo B. Baldovi   | Partito della Nazione                | 139       | 0,00  |  |  |  |  |  |
| Nic V. Garces        | Democratico Popolare Progressista    | 130       | 0,00  |  |  |  |  |  |
| German F. Villanueva | Indipendente                         | 106       | 0,00  |  |  |  |  |  |
| Guillermo M. Mercado | Partito del Lavoro                   | 27        | 0,00  |  |  |  |  |  |
| Antonio Nicolas Jr.  | Alleanza                             | 27        | 0,00  |  |  |  |  |  |
| Blandino P. Ruan     | Partito Pro-socialista               | 6         | 0,00  |  |  |  |  |  |
| Praxedes Floro       | Indipendente                         | 1         | 0,00  |  |  |  |  |  |
| Totale               | Totale                               | 7 434 431 | 100   |  |  |  |  |  |
|                      |                                      |           |       |  |  |  |  |  |
| Voti non validi      | Voti non validi                      | 175 620   | 2,31  |  |  |  |  |  |
| Votanti              | Votanti                              | 7 610 051 | 76,39 |  |  |  |  |  |
| Elettori             | Elettori                             | 9 962 345 |       |  |  |  |  |  |